# Odelsting
L'Odelsting était une des deux chambres du Parlement norvégien. Créée en 1814 au moment de la Constitution d'Eidsvoll, un vote du Storting daté du 20 février 2007 entérine sa suppression qui devient effective le 1er octobre 2009.
L'Odelsting était composé des trois quarts du Storting (soit 127 députés sur 169). Les députés restant faisaient partie de l'autre chambre appelée Lagting.
L'Odelsting avait le pouvoir d'inscrire des propositions de lois à l'ordre du jour, mais aussi d'engager une procédure de destitution.